# George Villiers Bussy
George Villiers Bussy, IV conte di Jersey (9 giugno 1735 – 22 agosto 1805), è stato un nobile e politico inglese.

## Biografia
Era l'unico figlio superstite di William Villiers, III conte di Jersey, e di sua moglie, Lady Anne Egerton, figlia di Scroop Egerton, I duca di Bridgewater, e della sua prima moglie, Lady Elizabeth Churchill, figlia di John Churchill, I duca di Marlborough.

## Carriera politica
Rappresentò, nella Camera dei lord, Tamworth, Aldborough, Dover (1756-1769). È stato Lord dell'ammiragliato (1761-1763), membro del Consiglio privato (1765), Lord Ciambellano (1765-1769) e Gentleman of the bedchamber di Giorgio III.

## Matrimonio
Sposò, il 26 marzo 1770, Lady Frances Twysden, figlia del reverendo Philip Twysden e Frances Carter. Ebbero dieci figli:
- Lady Charlotte Anne Villiers (1771-1808), sposò Lord William Russell, ebbero sette figli;
- Lady Anne Barbara Frances Villiers (1772-1832), sposò in prime nozze William Henry Lambton ed ebbero quattro figli; sposò in seconde nozze Charles Wyndham, non ebbero figli;
- George Villiers, V conte di Jersey (1773-1859);
- Lady Caroline Elizabeth Villiers (1774-1835), sposò in prime nozze Henry Paget, I marchese di Anglesey ed ebbero otto figli; sposò in seconde nozze George Campbell, VI duca di Argyll, non ebbero figli;
- Lady Georgiana Villiers;
- Lady Sarah Villiers (1779-1852), sposò Charles Nathaniel Bayley, non ebbero figli;
- Lord William Augustus Henry Villiers (1780-1813);
- Lady Elizabeth Villiers (?-1810);
- Lady Frances Elizabeth Villiers (1786-1866), sposò John Ponsonby, I visconte Ponsonby, non ebbero figli;
- Lady Harriet Villiers (1788-1870), sposò Richard Bagot, vescovo di Oxford, ebbero dodici figli.

## Morte
Morì il 22 agosto 1805, all'età di 70 anni.

## Ascendenza
|                                       |                                        |                                       | Genitori                         |  |  | Nonni |  |  | Bisnonni                           |  |  | Trisnonni       |  |
|                                       |                                        |                                       |                                  |  |  |       |  |  | Edward Villiers, I conte di Jersey |  |  | Edward Villiers |  |
|                                       |                                        |                                       |                                  |  |  |       |  |  | Edward Villiers, I conte di Jersey |  |  | Edward Villiers |  |
|                                       |                                        | Frances Howard                        |                                  |  |  |       |  |  | Edward Villiers, I conte di Jersey |  |  |                 |  |
| William Villiers, II conte di Jersey  |                                        |                                       |                                  |  |  |       |  |  | Edward Villiers, I conte di Jersey |  |  |                 |  |
|                                       |                                        | Barbara Chiffinch                     | William Chiffinch                |  |  |       |  |  |                                    |  |  |                 |  |
|                                       |                                        | Barbara Chiffinch                     | William Chiffinch                |  |  |       |  |  |                                    |  |  |                 |  |
|                                       |                                        | Barbara Chiffinch                     | Barbara Nunn                     |  |  |       |  |  |                                    |  |  |                 |  |
| William Villiers, III conte di Jersey |                                        | Barbara Chiffinch                     |                                  |  |  |       |  |  |                                    |  |  |                 |  |
|                                       |                                        | Frederick Herne                       | Nathaniel Herne                  |  |  |       |  |  |                                    |  |  |                 |  |
|                                       |                                        | Frederick Herne                       | Nathaniel Herne                  |  |  |       |  |  |                                    |  |  |                 |  |
|                                       |                                        | Frederick Herne                       | Judith Frederick                 |  |  |       |  |  |                                    |  |  |                 |  |
| Judith Herne                          |                                        | Frederick Herne                       |                                  |  |  |       |  |  |                                    |  |  |                 |  |
|                                       |                                        | Elizabeth Lisle                       | William Lisle                    |  |  |       |  |  |                                    |  |  |                 |  |
|                                       |                                        | Elizabeth Lisle                       | William Lisle                    |  |  |       |  |  |                                    |  |  |                 |  |
|                                       |                                        | Elizabeth Lisle                       | Elizabeth Aylworth               |  |  |       |  |  |                                    |  |  |                 |  |
| George Villiers, IV conte di Jersey   |                                        | Elizabeth Lisle                       |                                  |  |  |       |  |  |                                    |  |  |                 |  |
|                                       | John Egerton, III conte di Bridgewater | John Egerton, II conte di Bridgewater |                                  |  |  |       |  |  |                                    |  |  |                 |  |
|                                       | John Egerton, III conte di Bridgewater | John Egerton, II conte di Bridgewater |                                  |  |  |       |  |  |                                    |  |  |                 |  |
|                                       | John Egerton, III conte di Bridgewater | Elizabeth Cavendish                   |                                  |  |  |       |  |  |                                    |  |  |                 |  |
| Scroop Egerton, I duca di Bridgewater | John Egerton, III conte di Bridgewater |                                       |                                  |  |  |       |  |  |                                    |  |  |                 |  |
|                                       |                                        | Jane Paulet                           | Charles Paulet, I duca di Bolton |  |  |       |  |  |                                    |  |  |                 |  |
|                                       |                                        | Jane Paulet                           | Charles Paulet, I duca di Bolton |  |  |       |  |  |                                    |  |  |                 |  |
|                                       |                                        | Jane Paulet                           | Mary Scrope                      |  |  |       |  |  |                                    |  |  |                 |  |
| Anne Egerton                          |                                        | Jane Paulet                           |                                  |  |  |       |  |  |                                    |  |  |                 |  |
|                                       |                                        | John Churchill, I duca di Marlborough | Winston Churchill                |  |  |       |  |  |                                    |  |  |                 |  |
|                                       |                                        | John Churchill, I duca di Marlborough | Winston Churchill                |  |  |       |  |  |                                    |  |  |                 |  |
|                                       |                                        | John Churchill, I duca di Marlborough | Elizabeth Drake                  |  |  |       |  |  |                                    |  |  |                 |  |
| Elizabeth Churchill                   |                                        | John Churchill, I duca di Marlborough |                                  |  |  |       |  |  |                                    |  |  |                 |  |
|                                       |                                        | Sarah Jennings                        | Richard Jennings                 |  |  |       |  |  |                                    |  |  |                 |  |
|                                       |                                        | Sarah Jennings                        | Richard Jennings                 |  |  |       |  |  |                                    |  |  |                 |  |
|                                       |                                        | Sarah Jennings                        | Frances Thornhurst               |  |  |       |  |  |                                    |  |  |                 |  |
|                                       |                                        | Sarah Jennings                        |                                  |  |  |       |  |  |                                    |  |  |                 |  |